# The Oberlin Review
The Oberlin Review es un periódico semanal editado por los estudiantes del Colegio Oberlin, la publicación sirve como periódico oficial del colegio y la ciudad de Oberlin, Ohio.

## Historia y premios
El periódico se publicó por primera vez en 1874, siendo este uno de los periódicos universitarios más antiguos de la nación.
El Review sigue siendo un recurso tradicional para los periodistas en el campus. El Review  ha ganado numerosos premios de la asociación de prensa escolar de Columbia. Entre 1994 y 1996, ganó la corona colegial de plata galardonada por esa organización.

## Características del periódico

### Tamaño, circulación y frecuencia
El periódico tiene el tamaño de un tabloide y cuenta con una circulación de 2.000 ejemplares. El periódico es publicado 25 veces durante el año académico.

### Edición, formato e impresión
El periódico es editado en una oficina ubicada en el sótano del edificio Burton Hall. El formato del periódico ha permanecido relativamente constante a pesar de una rápida rotación de personal. El periódico es imprimido por PM Graphics.

### Secciones y páginas en color
Sus 16, 20 o 24 páginas están actualmente divididas en cinco secciones: Noticias, opiniones, esta semana en Oberlin, artes y deportes. Los pasados semestres han incluido también una sección de características. En 2008, los editores introdujeron una página frontal en color, una página trasera y una página central.